# إنك (ميزوري)
إنك (بالإنجليزية: Ink)‏ هي إحدى المجتمعات الفردية (غير مصنفة) في ولاية ميزوري في الولايات المتحدة الأمريكية.